# Most Mary McAleese prek doline reke Boyne

Most Mary McAleese prek doline reke Boyne je most pri kraju Droichead Átha na meji med grofijama Meath in Louth na Irskem . Razteza se čez dolino reke Boyne 3 km  zahodno od mesta Drogheda in je del severne avtoceste M1. Ko so ga junija 2003 odprli, je bil do 19. oktobra 2009 najdaljši most na Irskem, ko so odprli most na reki Suir na cesti N25.
Zaradi okoljskih vprašanj je bila za most izvedena študija o vplivu na okolje (Environmental Impact Statement − EIS) ločeno od M1 EIS − prvega takega uradnega EIS, ki je bil izveden in objavljen za most na Irskem. Most so gradili od leta 2000 do 2003 in sta ga zasnovala Roughan in O'Donovan, ki sta leta 2005 prejela nagrado ACEI za oblikovanje. 

## Opis
Oblikovanje cestnega mostu čez reko Boyne ni bila lahka naloga. Na izbrani točki, 3 km v smeri proti Droghedi, je višina tal na jugu zvišana z nenadnim dvigom, medtem ko se severna obala postopoma spušča do reke. Območje je občutljivo na okolje, zlasti trstiščje na severnem bregu ter rastlinstvo in živalstvo na Rumenem otoku (Yellow Island) sredi reke. Območje ima bogato dediščino, saj je tudi v bližini območja, na katerem je bila bitka pri reki Boyne leta 1690.
Odgovor je bil most s poševnimi zategami. Čeprav je bil s 35 milijonov EUR dražji od standardnega cestnega mostu, je vključeval precej daljši glavni razpon brez potrebe po podpori v reki, tako so inženirji lahko zaščitili reko in otok pred kakršnimi koli motnjami. Videti je  privlačen z visokim pilonom na južni strani in kabli iz njega, ki podpirajo glavno strukturo.
Most je dolg 352 m in se nad vodo dviga 20 m. Podprt je z visokim pilonom v obliki črke Y v višini 95 m, ki je sidrišče 56 kablov, ki nosijo mostno konstrukcijo.  Glavni razpon je 170 m s štirimi stranskimi razponi na severni obali in enim na južni.  Ti se razlikujejo po dolžini od 25 m do 45 m, kar daje mostu skupno dolžino 352,5 m. Armiranobetonski in jekleni kompozitni krov je širok 34,5 m in ima dva prometna pasova v obe smeri.  Arhitekturna svetlobna shema osvetljuje most ponoči, zaradi česar je ena od zelo prepoznavnih struktur v državi.
Gradnjo so izvedli Cleveland Bridge U.K. Ltd. in Richard Hornby in Bruce Ramsay iz Cleveland Bridgea. Most je prvi most na svetu, izdelan z uporabo metode narivanja (incremental launching method − ILM) za napredovanje nadgradnje. Gradnja se je začela maja 2000 in most je začel 9. junija 2003.  Most upravljajo v okviru javno-zasebnega partnerstva med nacionalnim organom za ceste v imenu irske vlade in zasebnim podjetjem Celtic Roads Group. Koncesijska družba mora vzdrževati cesto 30 let.
Most in avtocesta sta cestninjena v obe smeri zaradi financiranja gradnje in vzdrževanja.
Leta 2006 je bil Združenje inšpektorjev za svetovanje Irske nagradil z nagrado odličnosti (Civil). 

## Ime
Oktobra 2012 je okrožni svet Meatha predlagal, da se most na reki Boyne imenuje po nekdanji predsednici Irske Mary McAleese in se s tem spoštuje njen prispevek k mirovnemu procesu v Severni Irski. 8. junija 2013 je bila ob preimenovanju mostu slovesnost. 